# Municipio de Wood Lake (Dakota del Norte)
El municipio de Wood Lake (en inglés: Wood Lake Township) es un municipio ubicado en el condado de Benson en el estado estadounidense de Dakota del Norte. En el año 2010 tenía una población de 522 habitantes y una densidad poblacional de 5,6 personas por km².

## Geografía
El municipio de Wood Lake se encuentra ubicado en las coordenadas 47°53′19″N 98°49′36″O / 47.88861, -98.82667. Según la Oficina del Censo de los Estados Unidos, el municipio tiene una superficie total de 93.27 km², de la cual 90,11 km² corresponden a tierra firme y (3,39 %) 3,16 km² es agua.

## Demografía
Según el censo de 2010, había 522 personas residiendo en el municipio de Wood Lake. La densidad de población era de 5,6 hab./km². De los 522 habitantes, el municipio de Wood Lake estaba compuesto por el 13,98 % blancos, el 83,91 % eran amerindios, el 0,19 % eran isleños del Pacífico, el 0,19 % eran de otras razas y el 1,72 % eran de una mezcla de razas. Del total de la población el 1,72 % eran hispanos o latinos de cualquier raza.